# Tomasz Lulek
Tomasz Lulek (sinh ngày 7 tháng 4 năm 1954 tại Zakopane) là một diễn viên người Ba Lan.

## Tiểu sử
Tomasz Lulek tốt nghiệp Học viện Nghệ thuật Sân khấu Quốc gia AST ở Kraków vào năm 1978.
Tomasz Lulek làm diễn viên sân khấu của Nhà hát Współczesny im. Edmund Wierciński ở Wrocław (1978-1985) và Nhà hát Ba Lan ở Wrocław (từ năm 1985).
Ngoài sự nghiệp diễn xuất trên sân khấu, Tomasz Lulek còn là gương mặt quen thuộc của nhiều phim điện ảnh và phim truyền hình Ba Lan. Trong đó, những bộ phim nổi bật nhất là: Dzień czwarty (1984) trong vai Juliusz Garztecki, Pierwsza miłość (từ năm 2004) trong vai Antoni Turczyk, và phim Sęp (2012) trong vai Borowicz.

## Đời tư
Tomasz Lulek kết hôn với nữ diễn viên Halina Rasiakówna và có với nhau hai người con trai tên là Łukasz và Marcin.

## Thành tích nghệ thuật
Dưới đây liệt kê một số phim điện ảnh và phim truyền hình nổi bật có sự góp mặt của Tomasz Lulek:

### Phim điện ảnh
- 1979: Elegia
- 1980: Głosy –  Krzysiek
- 1983: Synteza
- 1995: Tato
- 2012: Sęp – Borowicz
- 2013: Śliwowica – Antoni Turczyk
- 2018: Atlas – Marek

### Phim truyền hình
- 1980: Misja
- 1982: Blisko, coraz bliżej – Antoni Pasternik
- 1984: Dzień czwarty – Juliusz Garztecki
- 1985: Och, Karol
- 1985: Dom Sary
- 2004-2016: Pierwsza miłość – Antoni Turczyk
- 2006: Hela w opałach – Janusz
- 2007: Fala zbrodni
- 2008: Świat według Kiepskich
- 2012: Na dobre i na złe – Jan Zborowski
- 2013: Prawo Agaty
- 2013: Blondynka – Leopold Szulc
- 2017: Świat według Kiepskich
- 2019: Lombard. Życie pod zastaw – Stanisław